# Repe
Repe is een plaats in de Duitse gemeente Attendorn, deelstaat Noordrijn-Westfalen, en telt 158 inwoners (2007).
Albringhausen · Attendorn · Berlinghausen · Beukenbeul · Biekhofen · Biggen · Borghausen · Bremge bei Ennest · Bremge/Biggesee · Bürberg · Dahlhausen · Dünschede · Ebbe, Forsthaus · Ebbelinghagen · Eichen · Ennest · Erlen · Ewig · Fernholte · Hebberg · Helden · Hofkühl · Hohen Hagen · Holzweg · Jäckelchen · Keseberg · Keuperkusen · Kraghammer · Lichtringhausen · Listerscheid · Mecklinghausen · Merklinghausen · Milstenau · Neuenhof · Neu-Listernohl · Niederhelden · Nuttmecke · Papiermühle · Petersburg · Rauterkusen · Rautersbeul · Repe · Rieflinghausen · Röllecken · Roscheid · Schnellenberg · Sankt Claas · Silbecke · Uelhof · Voßsiepen · Wamge · Weltringhausen · Weschede · Weuste · Windhausen · Wörmge